# Hou Zhihui
Hou Zhihui (侯志慧S, Hóu ZhìhuìP; Meitang, 18 marzo 1997) è una sollevatrice cinese. Ha vinto la medaglia d'oro alle olimpiadi di Tokyo 2020 e di Parigi 2024 nella categoria 49 kg.

## Palmarès
- Giochi olimpici

Tokyo 2020: oro nei 49 kg.
Parigi 2024: oro nei 49 kg.
- Mondiali

Aşgabat 2018: argento nei 49 kg.
Pattaya 2019: argento nei 49 kg.
Bogotà 2022: bronzo nei 49 kg.
Riad 2023: argento nei 49 kg.
- Giochi asiatici

Hangzhou 2023: bronzo nei 55 kg.
- Campionati asiatici

Ningbo 2019: oro nei 49 kg.
Tashkent 2020: oro nei 49 kg.
Jinju 2023: argento nei 49 kg.